# ABCケーブルニュース
ABCケーブルニュースは、朝日放送が製作し、近畿地方の主なケーブルテレビ局向け（いわゆる裏送り）で送る報道番組である。

## 概要
- 番組は、地上波一般向けでは時間の制約上放送しきれなかったものを含め、近畿地方の主要なニュースをABCのスタジオで収録し、ABCのアナウンサー・報道記者が日替わりで担当する。2004年4月より開始。
- 放送時間は平日20時台の10分間だが、局により20:30からと20:50からやる放送局とに分かれる。
- 主に放送される局はジェイコムウエスト系列各ケーブル局、ベイ・コミュニケーションズ（大阪のみ）等である。